# Fiodor Rokotow

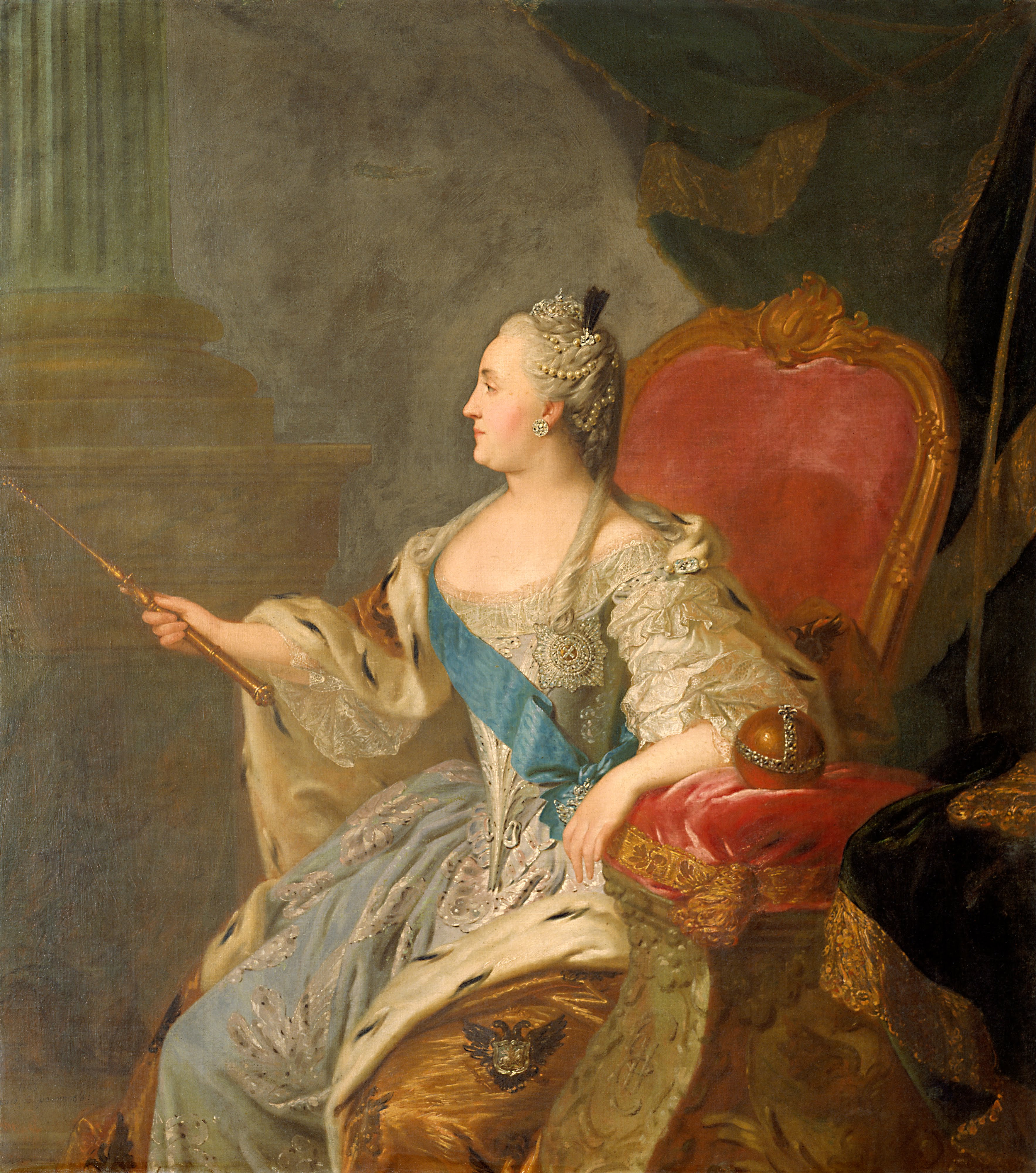
Portret Katarzyny II, 1763

Fiodor Stiepanowicz Rokotow (ros. Фёдор Степанович Рокотов; ur. ok. 1735 w Woroncewie, zm. 24 grudnia 1808 w Moskwie) – rosyjski malarz, przedstawiciel późnego rokoka, portrecista, zapoczątkował rozwój rosyjskiego malarstwa portretowego. 

## Życiorys
Jeden z najlepszych rosyjskich portrecistów. Polecony przez hrabiego Szuwałowa, w 1762 namalował portret Piotra III. Otrzymał za ten obraz tytuł Adiunkta Akademii Sztuk Pięknych, po czym został zatrudniony na dworze rosyjskim. Wykonał wiele portretów carycy Katarzyny II, które uważane były za najbardziej wierne, również przez samą władczynię. Wykonywał liczne zamówienia dla członków dworu i rodziny cesarskiej. Utrwalał z dużym wdziękiem rosyjski XVIII-wieczny dwór Katarzyny II.
W 1765 uzyskał status akademika. W tym samym roku wyjechał do Moskwy, gdzie mieszkał do ok. 1789, po czym powrócił do Petersburga. W Petersburgu pozostawał pod wpływem Pietro Antonio Rotariego (1707–1762), Tocqueta, Erichsena, w Moskwie wypracował indywidualny styl. Kameralne portrety poetów, wojskowych, urzędników, ówczesnych piękności odznaczały się indywidualizmem i znakomitym wydobyciem świata wewnętrznego modeli. Stworzył portret A. P. Strujskiej, nazywany rosyjską Moną Lisą.
Jego twórczość, początkowo zapomniana, została ponownie wysoko oceniona przez odbiorców po prezentacji jego dzieł na wystawie w Pałacu Taurydzkim w Petersburgu w 1905 r. Kolejna duża wystawa miała miejsce tamże w Muzeum Rosyjskim w 1923 r. Obrazy Rokotowa znajdują się w kolekcjach wielu rosyjskich muzeów.